# Велика Чорновка
Велика Чоновка — річка в Україні, у Вижницькому районі Чернівецької області. Ліва притока Серету (басейн Дунаю).

## Опис
Довжина річки приблизно 5,3 км. Формується з багатьох безіменних струмків.

## Розташування
Бере початок на північному сході від гори Магура. Спочатку тече на південний, а потім на північний схід через північно-східну околицю села Лекечі і впадає у річку Серет, ліву притоку Дунаю. 
Річку перетинає автошлях Т 2609.